# Віківиди
Віківи́ди — довідник із таксономії біологічних видів, заснований на технології вікі. Один із проєктів «Фонду Вікімедіа».
Статті на Віківидах містять перелік вищих таксонів видів і підвидів.
Типова стаття на Віківидах має секцію таксономічної навігації, народні назви таксона, альтернативні класифікації, посилання, визначення та, можливо, опис видів. Народні назви є посиланнями на статті Вікіпедії багатьма мовами.